# Санта Марија Ло Пјано-Сан Силвестро (Месина)
Санта Марија Ло Пјано-Сан Силвестро је насеље у Италији у округу Месина, региону Сицилија.
Према процени из 2011. у насељу је живело 459 становника. Насеље се налази на надморској висини од 716 м.